# 伊犁区
伊犁区是哈萨克斯坦东部阿拉木图州的一个区，名字来自于附近的伊犁河，首府是奥特根·巴蒂尔，始建於1969年，2013年人口为191,897人，面积为7800平方公里。